# Macrolobium modicopetalum
Macrolobium modicopetalum är en ärtväxtart som beskrevs av Robert Walter Schery. Macrolobium modicopetalum ingår i släktet Macrolobium och familjen ärtväxter. Inga underarter finns listade i Catalogue of Life.